# Кевін Соренсен
Кевін Соренсен (нар. 10 травня 1981) — колишній ірландський тенісист.
Найвищу одиночну позицію світового рейтингу — 353 місце досяг 22 серпня 2005, парну — 642 місце — 7 листопада 2005 року.

## Титули ITF Ф'ючерс

### Одиночний розряд: (2)
| Ранг | Дата     | Турнір              | Покриття | Суперник           | Рахунок  |
| ---- | -------- | ------------------- | -------- | ------------------ | -------- |
| 1.   | Жов 2004 | Франція F16, Форбак | Тверде   | Жосслен Уанна      | 6–3, 6–4 |
| 2.   | Кві 2005 | Італія F8, Кремона  | Тверде   | Алессандро Піккарі | 6–1, 6–4 |

### Парний розряд: (1)
| Ранг | Дата     | Турнір                 | Покриття | Партнер                  | Суперники                | Рахунок     |
| ---- | -------- | ---------------------- | -------- | ------------------------ | ------------------------ | ----------- |
| 1.   | Чер 2002 | Ямайка F9, Монтего-Бей | Тверде   | Константін Гарле-Цеттлер | Метт Клінґер Меттью Єйтс | 7–6(5), 6–3 |